# هندوچین فرانسه

گسترش هندوچین فرانسه

هندوچین فرانسه (فرانسوی: Indochine française‎; خمر: សហភាពឥណ្ឌូចិន، ویتنامی: Đông Dương thuộc Pháp) که به‌طور رسمی از ۱۸۷۷ از آن به عنوان اتحادیه هندوچین (فرانسوی: Union indochinoise‎) و پس از ۱۹۴۷ فدراسیون هندوچین(فرانسوی: Fédération indochinoise‎) یاد می‌شد، گروهی از قلمروهای استعماری فرانسه در جنوب شرق آسیا تا انحلال آن در ۱۹۵۴ بود. این سرزمین از سه قلمرو ویتنامی تونکین (شمال)، آنام (مرکز) و کوچینچینا (جنوب) به همراه کامبوج، لائوس (از ۱۸۹۹) و قلمرو چینی گوانگ ژوان (از ۱۸۹۸) تشکیل شده بود. پایتختش به استثنا چند دهه از ۱۹۰۲ تا ۱۹۴۵ که در هانوی (تونکین) بود، در سایگون (در کوچینچینا) قرار داشت.
فرانسه با موفقیت توانست کوچینچینا را در ۱۸۶۲ و ۱۸۶۳ ضمیمه قلمرو خود در کامبوج کند. پس از موفقیت فرانسویها در اشغال ویتنام شمالی از طریق نبرد تونکین، قلمروهای مختلف فرانسه در سال ۱۸۸۷ درهم ادغام شدند. دو قلمرو لائوس و گوانگ ژوان نیز بعدتر در این مجموعه ادغام شدند. فرانسویان در دوران حاکمیت خود از منابع این سرزمینها بهره‌برداری می‌کردند اما خدماتی هم در بهبود سیستم سلامت و آموزش این منطقه انجام دادند. به هر صورت فاصله عمیقی میان بومیان و اروپائیها باقی ماند که منجر به شورشهای پراکنده توسط بومیان شد. پس از سقوط فرانسه در جنگ جهانی دوم، مستعمرات توسط دولت ویشی و تحت اشغال ژاپن تا مارس ۱۹۴۵ اداره می‌شد که در این زمان ژاپنیها رژیم استعماری را برانداختند. پس از تسلیم ژاپن گروه کمونیستی ویت مین به رهبری هوشی مین استقلال ویتنام را اعلام کرد. جنگ استقلال همه‌جانبه که به عنوان جنگ اول هندوچین شناخته می‌شود در اواخر سال ۱۹۴۶ بین فرانسه و نیروهای ویت مین اتفاق افتاد.

در راستای ایجاد یک جایگزین سیاسی برای ویت مین، دولت ویتنام به رهبری امپراتور سابق بائو دای در ۱۹۴۹ اعلام موجودیت کرد و فرانسویها به دنبال اتحاد ویتنام از طریق آن بود که در نهایت ناموفق بود. در ۲۲ اکتبر و ۹ نوامبر ۱۹۵۳ پادشاهی لائوس و پادشاهی کامبوج اعلام استقلال کردند. در پی توافقنامه ژنو در ۱۹۵۴، فرانسه از ویتنامی که به دو قسمت تقسیم شده بود خارج شد و هندوچین فرانسوی به پایان رسید.

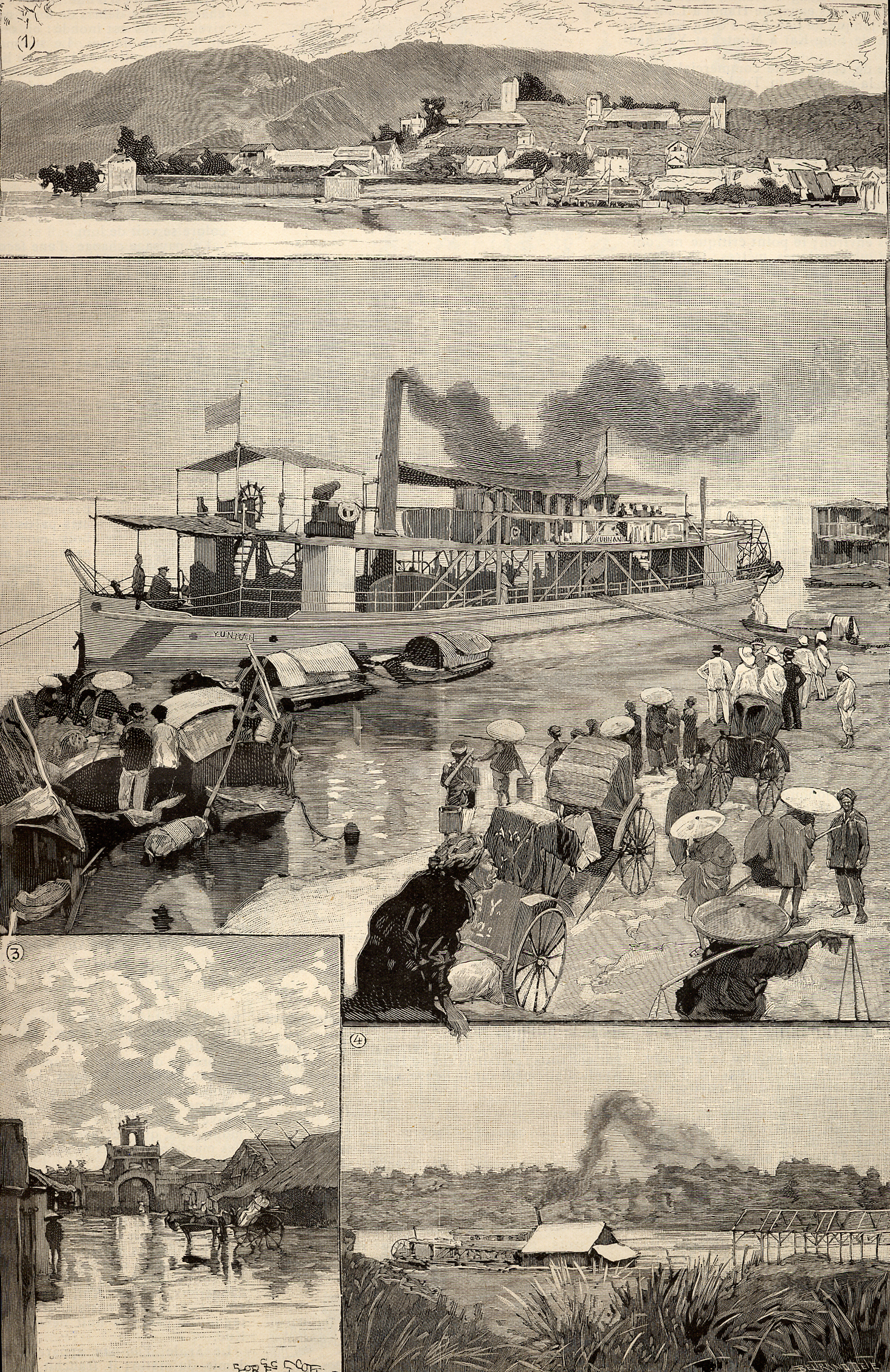
Indochina in 1891 (from Le Monde Illustré). / 1. Panorama of Lac-Kaï. / 2. Yun-nan, in the quay of هانوی. / 3. Flooded street of Hanoi. / 4. Landing stage of Hanoi